# Eskibalçık, Mustafakemalpaşa
Eskibalçık là một xã thuộc huyện Mustafakemalpaşa, tỉnh Bursa, Thổ Nhĩ Kỳ. Dân số thời điểm năm 2011 là 130 người.